# Väggmurargeting
Väggmurargeting (Ancistrocerus parietinus) är en stekelart som beskrevs av Carl von Linné 1761. Enligt Catalogue of Life ingår väggmurargeting i släktet murargetingar och familjen Eumenidae, men enligt Dyntaxa är tillhörigheten istället släktet murargetingar och familjen getingar. Arten är reproducerande i Sverige. Inga underarter finns listade i Catalogue of Life.

## Bildgalleri

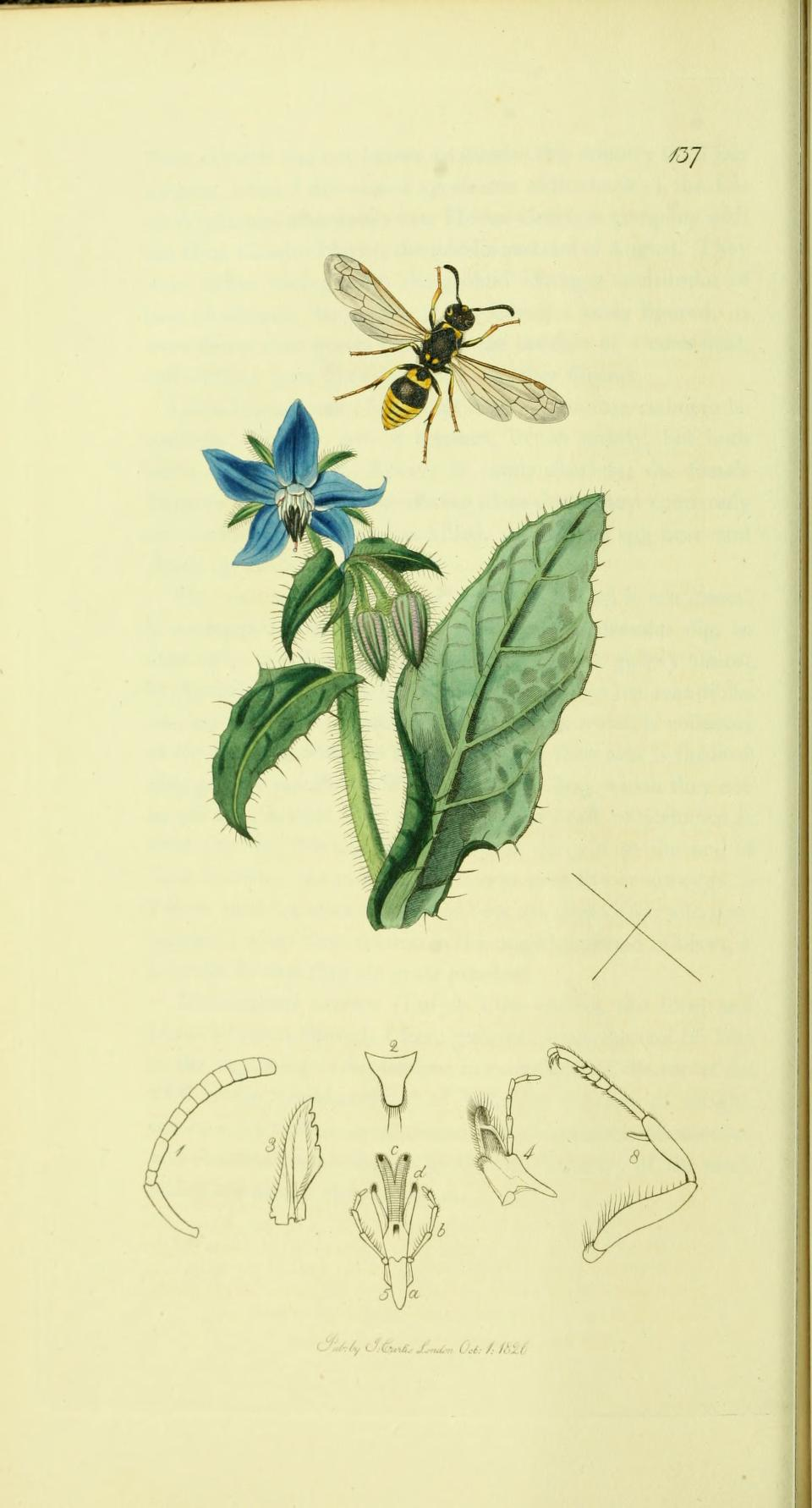